# Sösdala
Sösdala ist ein Ort (tätort) in der schwedischen Provinz Skåne län und der historischen Provinz Schonen.

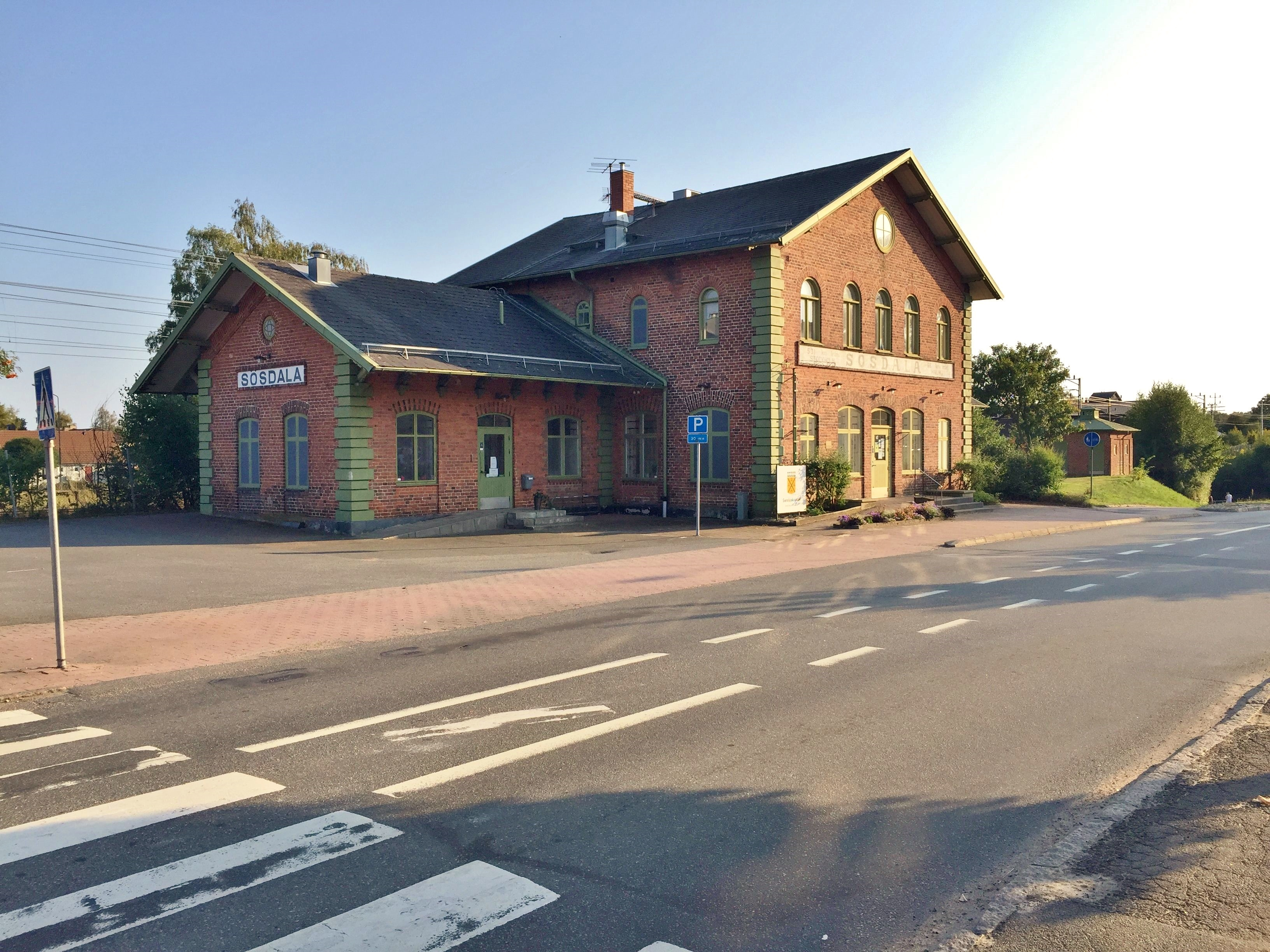
Bahnhofsgebäude

Der Ort liegt in der Gemeinde Hässleholm zwischen Höör und Hässleholm. Er liegt am Riksväg 23 von Malmö nach Oskarshamn sowie an der Södra stambanan, der Eisenbahnhauptstrecke von Malmö nach Stockholm. Unmittelbar südlich des Ortes befindet sich das Gräberfeld von Vätteryd.